# Banquisa

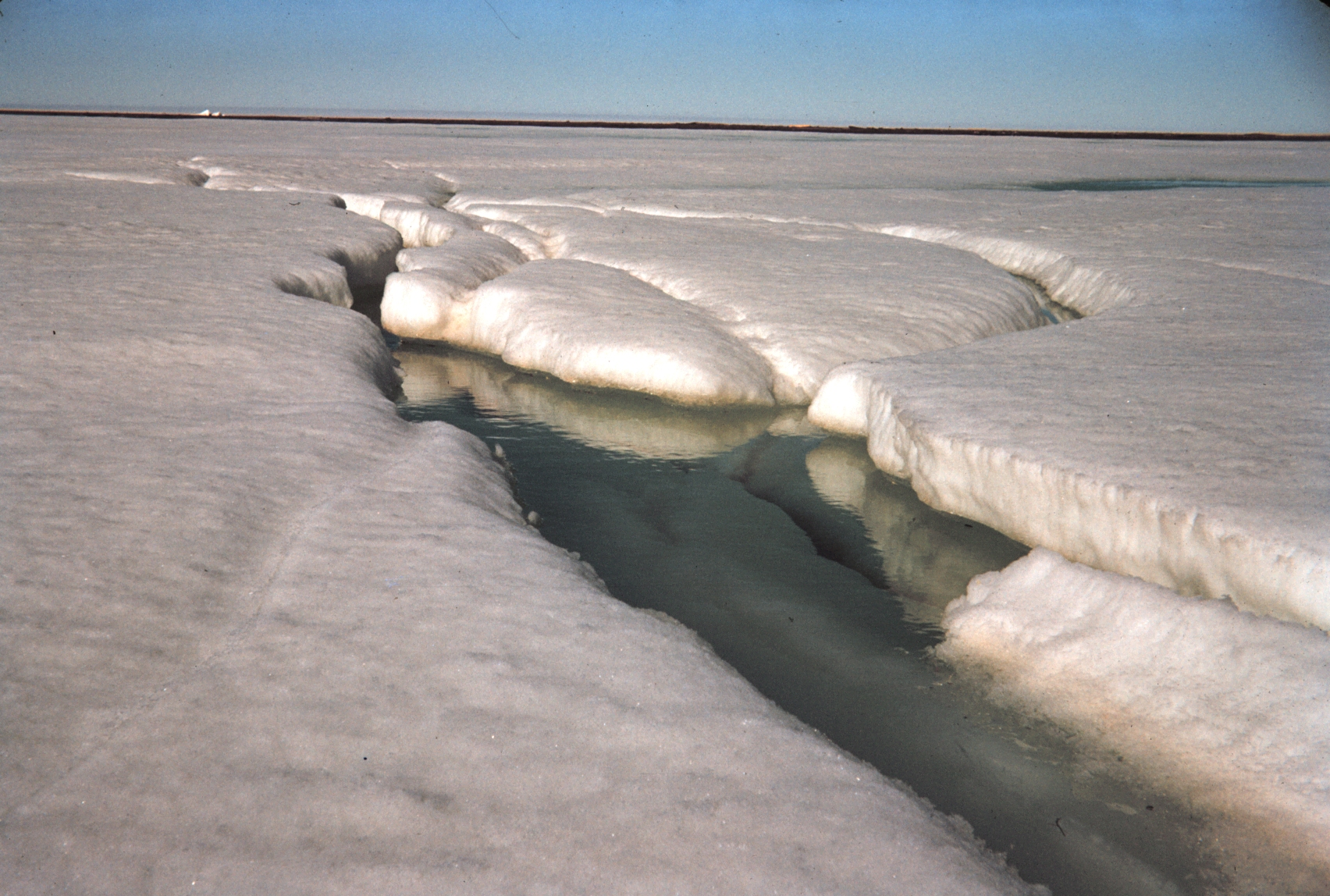
Banquisa derretendo no Alasca, EUA.

Banquisa, banco de gelo ou campo de gelo é água do mar congelada, que começa a formar-se aos -2 °C, originando uma camada delgada que se quebra facilmente. Os pedaços maiores engrossam e aglomeram-se, recolhendo, nas bordas, os pedaços menores: é um gelo em placas. Estes blocos ampliam-se na base e acabam por soldar-se, constituindo, então, o "gelo novo". Transportada pelas correntes marítimas, a banquisa quebra-se e torna a soldar-se, formando, na linha de contato entre os blocos, "arestas de pressão", cristais de gelo com o seu equivalente em profundidade. O gelo estacional forma-se na periferia das zonas polares. Noutros locais, origina a banquisa permanente (ou plurianual), que pode atingir 30 metros de espessura, com arestas de até 70 metros de profundidade. A banquisa pode derreter um pouco à superfície, mas regenera-se em profundidade. O gelo do mar incorpora muito pouco sal (nunca mais de 5 gramas por litro).

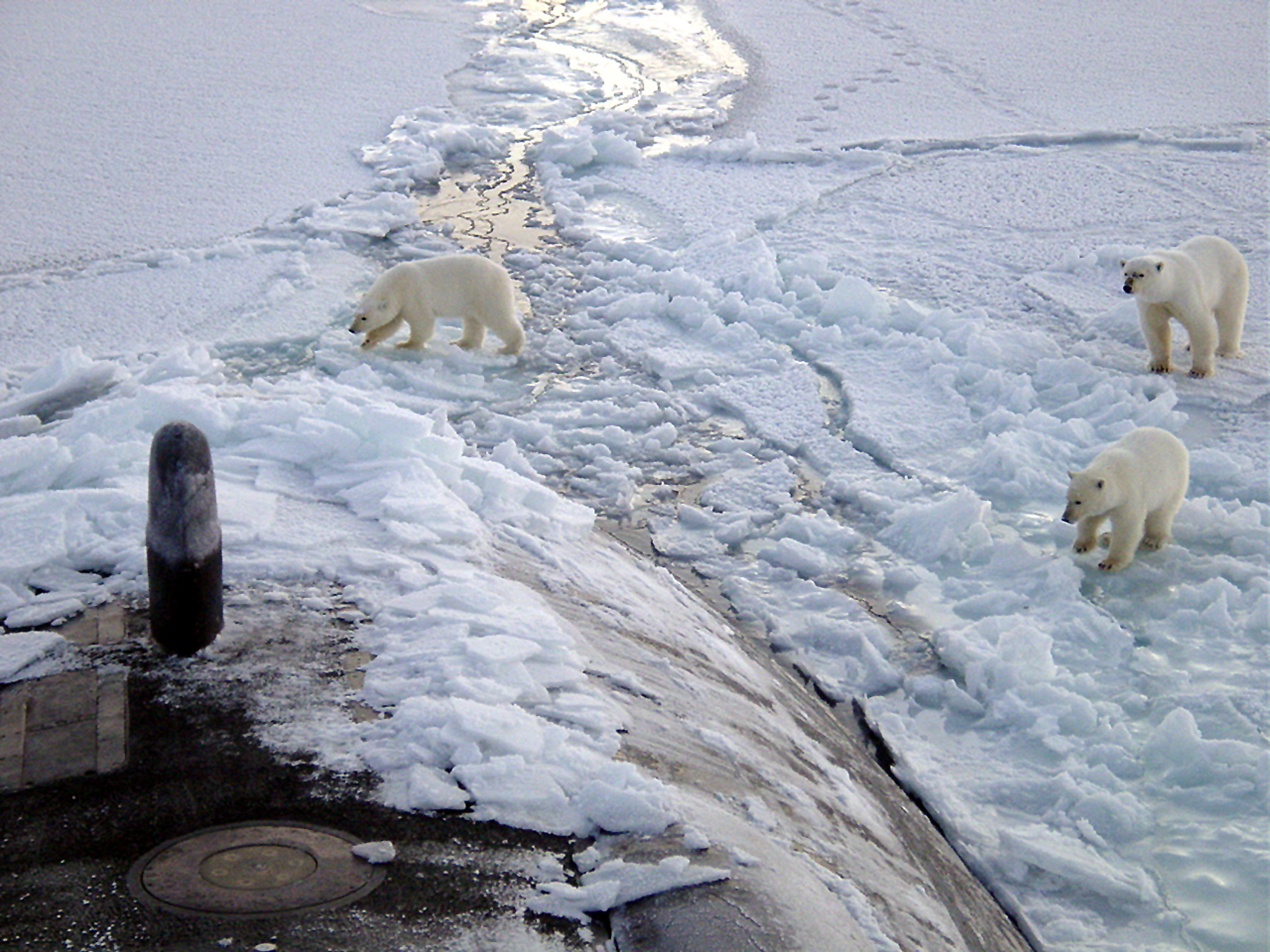
Ursos-polares sobre uma banquisa a 280 milhas do Polo Norte vendo um submarino nuclear estadunidense emergir

Não deve confundir-se a banquisa com os icebergs, que são água doce gelada trazida até ao mar pelos glaciares, nem com a polínia. O termo equivalente a banquisa em inglês é icefield.
A maior parte da banquisa ártica gira permanentemente no oceano Ártico. Os navios de outros tempos, presos na banquisa, eram, frequentemente, esmagados. Os modernos quebra-gelos conseguem atravessar banquisas com alguns metros de espessura, mas certas regiões continuam inacessíveis; os Arktika conseguiram, contudo, chegar ao Polo Norte em 1977. Desde 1958, submarinos nucleares atravessam o oceano Ártico a norte da Groenlândia por baixo da banquisa.

## Etimologia
"Banquisa" origina-se do escandinavo bank-is, "campo de gelo", através do francês banquise.